# Fountainhead
M/Y Fountainhead är en superyacht tillverkad av Feadship i Nederländerna. Hon levererades 2011 till sin ägare Eddie Lampert, en amerikansk affärsman. Superyachten designades exteriört av De Voogt Naval Architects medan interiören designades av Sinot Yacht Design och Axel Vervoordt. Fountainhead är 87,78 meter lång och har en kapacitet upp till 14 passagerare fördelat på sju hytter.
Superyachten kostade $130 miljoner att bygga och är systerfartyg till Musashi.